# Elliot Slessor
Elliot Jordan Slessor (* 4. August 1994) ist ein englischer Snookerspieler aus Gateshead.

## Karriere

### Jugend und Jahre als Amateur
Elliot Slessor bekam mit acht Jahren einen Snookertisch zu Weihnachten und begeisterte sich danach für den Sport. Mit 16 Jahren nahm er erstmals an zwei Turnieren der für Amateure offenen Players Tour Championship teil und spielte im Frühjahr 2012 in den Q-School-Turnieren um einen Platz auf der Profitour, schied aber jeweils früh aus. In der PTC-Tour 2012/13 sammelte er weiter Erfahrung und konnte bei den Antwerp Open 2012 und bei den Bulgarian Open 2012 mit Craig Steadman bzw. Ryan Day auch zwei Profis schlagen. Im März 2013 trat er bei der U21-Europameisterschaft in Serbien an und erreichte das Viertelfinale. Zwei Monate später nahm er erneut an der Q School teil und bezwang gleich im ersten Turnier in seinem Gruppenfinale Chris Wakelin. Damit qualifizierte er sich für die folgenden beiden Spielzeiten der Snooker Main Tour.

### Saison 2013/14 und 2014/15
Sein erstes Profijahr in der Saison 2013/14 begann erfolgreich. Bei den Australian Goldfields Open gewann er zwei Qualifikationsspiele und bei den Indian Open erreichte er mit einem Sieg über Kurt Maflin das Hauptturnier. Damit stand er zweimal unter den letzten 64 bei Weltranglistenturnieren. In der verbleibenden Saison verlor er sonst aber alle Qualifikationsspiele in der ersten Runde. Lediglich bei den PTC-Turnieren sammelte er durch vier Erstrundensiege ein paar Punkte, was ihn zu Saisonende auf Platz 112 der Weltrangliste brachte. In seinem zweiten Jahr überstand er bei den Australian Goldfields Open erneut zwei Qualifikationsrunden. Damit gelang ihm in der Addition der beiden Spielzeiten der Sprung unter die Top 100. Bei den Bulgarian Open 2014 erreichte er danach die Runde der letzten 32 und bei den Xuzhou Open 2015 sogar das Achtelfinale, sein bestes Ergebnis bei einem Minor-Ranglistenturnier. Das brachte ihn in der Zweijahreswertung zum Ende der Saison 2014/15 lediglich auf Platz 91 der Weltrangliste. Er verlor seinen Profistatus und schaffte es auch nicht, sich über die Q School wiederzuqualifizieren. Beim zweiten Q-School-Turnier hatte er dabei das Pech, bei der Anfahrt in einen Stau zu geraten. Er verlor drei Frames kampflos wegen verspäteten Antretens und schließlich die Partie mit 1:4 gegen den Waliser Alex Taubman.

### Saison 2016/17
Slessor qualifizierte sich über die ESBA Amateur Play Offs für die Snooker-Saison 2016/17 und die Saison 2017/18. Einer der Höhepunkte der Saison 2016/17 waren die Indian Open 2017, wo er sich durch einen 4:2-Sieg über Thepchaiya Un-Nooh für die erste Hauptrunde qualifizierte. Dort unterlag er Pankay Advani mit einem whitewash. Bei den English Open 2017 konnte er in seinem Erstrundenmatch Sam Baird mit 4:3 niederringen. In der zweiten Runde verlor er dann mit 3:4 gegen Jak Jones.
Auch beim vierten Turnier der Home Nations Series, den Welsh Open 2017, überstand er durch einen überraschenden 4:3-Sieg über Mark Williams die erste Runde, verlor dann aber 2:4 gegen Jimmy Robertson. Beim Snooker Shoot-Out 2017 verlor er in der ersten Runde erneut gegen Jimmy Robertson, mit 17:94.
Bei den Gibraltar Open 2017 gewann er sein Erstrundenspiel mit einem whitewash gegen Josh Boileau und schied dann mit 2:4 gegen Allan Taylor aus. Elliot Slessor beendete die Saison auf Weltranglistenplatz 114.

### Saison 2017/18
In die Saison 2017/18 startete Slessor mit einem 4:0-Sieg über Jamie Rhys Clarke in der Qualifikation für das Riga Masters 2017. In der Ersten Runde verlor er dann mit 0:4 gegen Alexander Ursenbacher. Bei den China Championship 2017 gewann er in der Qualifikation mit 5:0 gegen Jamie Jones, unterlag aber in der Ersten Runde mit 3:5 gegen Alan McManus.
Bei den Indian Open 2017 besiegte er in der Qualifikation Matthew Stevens mit 4:2, wodurch er in die Erste Hauptrunde kam. Dort besiegte Alan McManus mit 4:3, im weiteren Verlauf des Turnieres dann Joe Perry (4:3) und Shaun Murphy (4:1) und schied erst im Viertelfinale mit 2:4 gegen Mark King aus.
Auch bei den Northern Ireland Open 2017 sorgte er für Überraschungen: Dank eines 4:0-Sieges über Kurt Dunham und einem 4:2-Sieg über Kurt Maflin erreichte er die Dritte Runde, wo er auf den Mitfavoriten Ronnie O’Sullivan traf. Elliot Slessor schaffte ein kleines Wunder und besiegte O’Sullivan mit 4:1. Im Achtelfinale bezwang er Sam Craigie mit 4:3 und kam so ins Viertelfinale, wo er den Chinesen Li Yuan mit 5:4 besiegte. Im Halbfinale schied er dann gegen Mark Williams aus, dem er 2:6 unterlag.